# 宫学斌
宫学斌（1937年8月—），山东莱阳人，汉族，中华人民共和国企业家，中國共產黨黨員，第十、十一届全国人民代表大会山东地区代表。
加入中共後。担任山东莱阳龙大食品集团有限公司党委书记、董事长。2008年起担任全国人大代表。